# Sân bay Mokpo
Sân bay Mokpo là một sân bay ở Mokpo, Hàn Quốc (IATA: MPK, ICAO: RKJM). Vào năm 2006, có 16.909 hành khách đã sử dụng sân bay. Sân bay này đã đóng cửa khi Sân bay quốc tế Muan mở cửa vào tháng 11 năm 2007.

## Tổng quan
Sân bay Mokpo mở cửa như một điểm dừng giữa Seoul-Jeju vào năm 1969 nhưng đóng cửa vào năm 1972. Hai mươi năm sau, sân bay Mokpo mở cửa một lần nữa và nhiều máy bay đã cất và hạ cánh tại đây. Có 6 chuyến bay hằng ngày đến Seoul, 2 chuyến đến Jeju, và 1 chuyến Busan.
Các vấn đề liên quan đến sân bay này bao gồm đường băng hẹp cũng như sương mù thường xuyên. Ngoài ra, có ít hành khách hơn sau khi mở cửa Đường cao tốc Seohaean. Đó là những lý do dẫn đến sân bay đóng cửa vào 2007.

## Tai nạn và sự số
- Vào 26 tháng 7 năm 1993, Asiana Airlines Chuyến 733 Boeing 737-500 (HL7229) đâm vào vùng đất cao trong thời tiết xấu khoảng 4 km từ đường băng ở Mokpo trong khi cố gắng đáp cánh lần thứ 3 xuống mặt đất. 2 trong 6 trong đoàn và 66 trong 110 hành khách thiệt mạng.[4]